# Romema

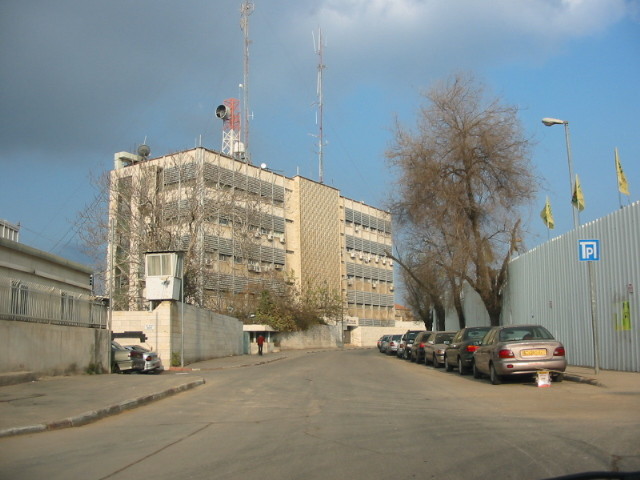
Ředitelství televizní stanice Kanál 1 v Romemě

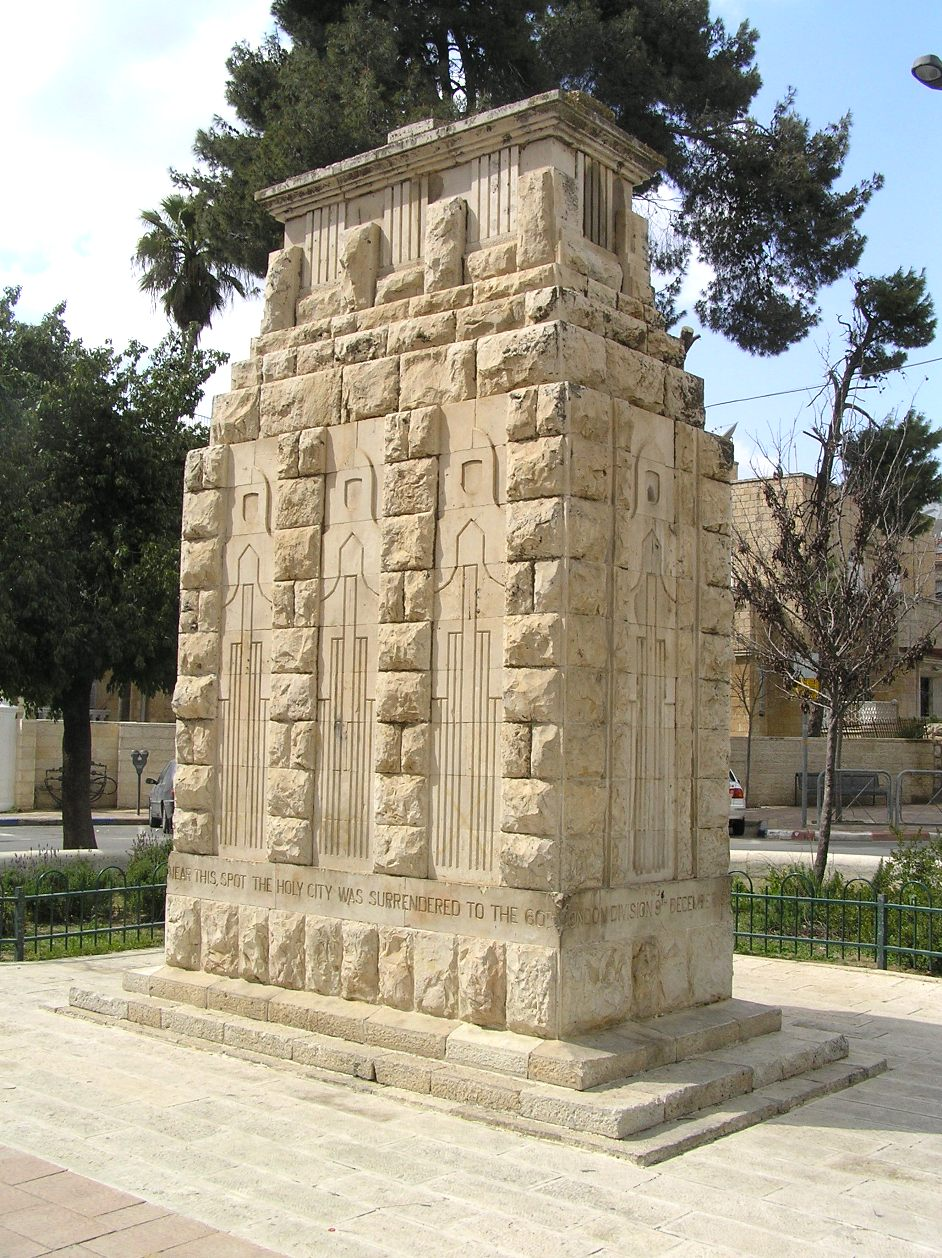
Památník britských vojáků na náměstí Kikar Allenby

Romema (hebrejsky: רוממה‎, doslova Vyzdvihnutá) je městská čtvrť v západní části Jeruzaléma v Izraeli.

## Geografie
Leží v nadmořské výšce přes 800 metrů, cca 3 kilometry severozápadně od Starého Města. Na jihu s ní sousedí čtvrtě Ec Chajim a Kirjat ha-Memšala, na východě některé čtvrtě tvořící střed města jako Machane Jehuda nebo Mekor Baruch, dále Schnellerův sirotčinec a Šikun Chabad. Na severu je to čtvrť Kirjat Belz, Unsdorf, Kirjat Matersdorf a Kirjat Ševa Kehilot. Na severozápadě stojí podčást Romemy, Romema Ilit. Dál k severozápadu už končí zástavba a terén spadá do údolí potoka Sorek, na jehož stráni jsou zbytky arabské vesnice Lifta. Na západní straně s Romemou sousedí čtvrť Giv'at Ša'ul. Čtvrtí procházejí významné dopravní tahy. Vyúsťuje tu, po stoupání podél severní strany hřbitovních komplexů na Har ha-Menuchot, hlavní silnice od Tel Avivu, Sderot Ben Gurion, která se pak větví do několika směrů zajišťujících dopravní obslužnost centrální části Západního Jeruzaléma (takzvaný Lev ha-Ir). V severojižním směru tudy prochází nová dálniční komunikace (západní obchvat města) Sderot Menachem Begin. Podél jižního okraje čtvrtě vede od roku 2011 tramvajová trať s Jeruzalémským lanovým mostem. Nachází se tu rovněž Jeruzalémské centrální autobusové nádraží. Populace čtvrti je židovská.

## Dějiny
Vznikla roku 1921 poblíž místa, kde turecká posádka města v roce 1917 složila zbraně do rukou britských vojáků, které vedl Edmund Allenby. Stojí tu dnes náměstí Kikar Allenby a na něm pomník britských vojáků. Zpočátku měla zástavba volný charakter izolovaně stojících vil. Po válce za nezávislost v roce 1948 zde vyrostlo několik hromadných obytných souborů pro ubytování nových imigrantů. Sídlo zde má izraelská obdoba Červeného kříže Magen David Adom. Funguje tu několik velkých hotelů jako Jerusalem Gate Hotel a svou centrálu zde má televizní stanice Kanál 1. Působí zde četné ješivy. Rozkládá se tu zóna lehkého průmyslu, která ale prochází proměnou a je postupně přestavována na rezidenční okrsky. Původně šlo o sekulární čtvrť. V posledních 20 letech v čtvrti roste podíl ultraortodoxních Židů.